# Guttenberg (berg)
Guttenberg är ett berg i Österrike.   Det ligger i distriktet Zwettl och förbundslandet Niederösterreich, i den nordöstra delen av landet, 100 km väster om huvudstaden Wien. Toppen på Guttenberg är 838 meter över havet, eller 52 meter över den omgivande terrängen. Bredden vid basen är 1,1 km.
Terrängen runt Guttenberg är platt åt nordost, men åt sydväst är den kuperad. Närmaste större samhälle är Zwettl Stift, 14,1 km norr om Guttenberg. 
I omgivningarna runt Guttenberg växer i huvudsak blandskog. Runt Guttenberg är det ganska glesbefolkat, med 32 invånare per kvadratkilometer.